# Zurab Pataridze
Zurab Pataridze (gruz. ზურაბ პატარიძე, ur. 9 września 1928 w Tbilisi, zm. 5 czerwca 1982 tamże) – radziecki i gruziński polityk, przewodniczący Rady Ministrów Gruzińskiej SRR w latach 1975–1982.
1947-1952 studiował na Gruzińskim Instytucie Politechnicznym ze specjalnością inżynierii górnictwa, od 1952 pracował w zarządzie kopalni rud im. Dymitrowa w Cziaturze, gdzie był kierownikiem zmiany, od 1955 członek KPZR, od maja 1958 główny inżynier w kopalni, od września 1959 dyrektor kopalni, od kwietnia 1960 główny inżynier przedsiębiorstwa „Cziaturmarganiec”, od marca 1962 I sekretarz Komitetu Miejskiego Komunistycznej Partii Gruzji w Cziaturze, od września 1967 instruktor Wydziału Organizacyjnego KC KPZR, od czerwca 1972 sekretarz KC KPG. Od 17 grudnia 1975 do śmierci premier Gruzińskiej SRR. Zginął w wypadku samochodowym. Od 1976 kandydat na członka KC KPZR, deputowany do Rady Najwyższej ZSRR 9 i 10 kadencji.

## Odznaczenia
- Order Lenina
- Order Rewolucji Październikowej
- Order Czerwonego Sztandaru Pracy